# Vicente Guaita
Vicente Guaita Panadero (Aldaya, 1987. január 10. –) spanyol labdarúgó. Jelenleg a Celta Vigo kapusa.

## Pályafutása
Guaita első hivatalos mérkőzése a nagycsapatban 2008. október 2-án egy UEFA Kupa mérkőzésen a C.S. Marítimo ellen történt.
A 2009-10-es szezonban kölcsönben a Recreativo csapatához került a másodosztályba, miután César Sánchez további egy évvel meghosszabbította szerződését, és érkezett az RCD Mallorca csapatától Miguel Ángel Moyà.
2011. április 2-án a Bajnokok ligájában a Manchester United ellen felhívta magára a figyelmet azzal hogy remekül teljesített. Ebben a szezonban több mérkőzésen is szerepelt a Valencia csapatában.
2011. május végén 2015-ig meghosszabbította a szerződését a Valenciával.

## Sikerei, díjai
Recreativo de Huelva 
- Ricardo Zamora Trophy díj: 2009–2010

## Fordítás
- Ez a szócikk részben vagy egészben  a   Vicente Guaita című angol Wikipédia-szócikk fordításán alapul.  Az eredeti cikk szerkesztőit annak laptörténete sorolja fel. Ez a jelzés csupán a megfogalmazás eredetét és a szerzői jogokat jelzi, nem szolgál a cikkben szereplő információk forrásmegjelöléseként.